# Camedo
Càmedo è una frazione del comune svizzero di Centovalli, nel Canton Ticino (distretto di Locarno).

## Storia
Camedo risulta già menzionata nel 1297. Dopo la divisione del comune di Centovalli nel 1838, Camedo diventò frazione dell'allora nuovo comune di Borgnone. Nel 2009 fu formato nuovamente il comune di Centovalli con 19 frazioni, per accordo del Consiglio di Stato l'8 aprile 2009 , divenendo Camedo frazione di quest'ultimo.
Camedo è nota per le storie delle contrabbandiere  vista la sua prossimità geografica con l'Italia e il fatto che era ed è la prima stazione di treno Svizzera dopo il confine.
Nel 1964, una piccola fabbrica tessile è stata costruita a Camedo.

## Monumenti e luoghi d'interesse
- Oratorio San Lorenzo [6]: il piccolo oratorio risale agli inizi del Seicento. Nel 1725 fu aggiunto un portico in stile toscano. All'esterno, alcune croci e lapidi testimoniano la consuetudine di seppellire i morti attorno alla chiesa prima che l'attuale cimitero venisse costruì to (primi decenni del '900). La val ta del coro presenta tre scene della vi te del martire, di discreta fattura, realizzate dal pittore Giacomo Pedrazzi di Cerentino nel 1862. All'interno pala d'altare raffigurante san Lorenzo e paliotto in scagliola di metà Settecento firmato da Giuseppe Maria Pancaldi. La cappella laterale del Rosario presenta una statua della Madonna i n rame argentato risalente al 1859. Il campanile è provvisto di quattro campane fuse negli anni 1845 e 1833; nel 2000 venne dotato di orologio e nel 2006 di una quinta campana e dell'impianto di elettrificazione. Di fronte all'oratorio si trova la prima di una serie di cappelle che rappresentavano una Vi crucis fino a Borgnone, gran parte delle quali vennero però distrutte durante la costruzione della strada cantonale.
- Inizio della Via del Mercato [7]

## Infrastrutture e trasporti

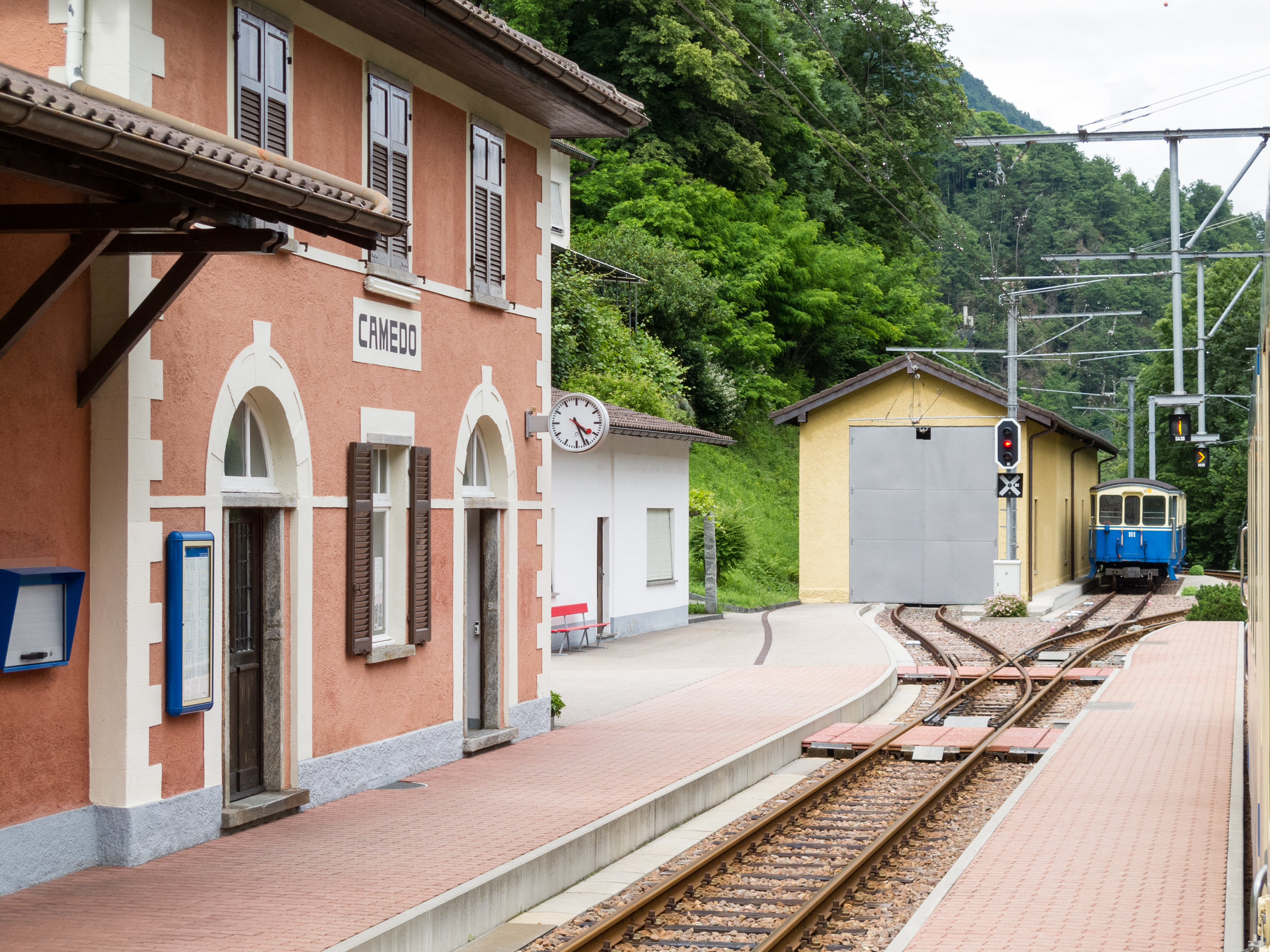
La stazione di Camedo

Il paese è servito dalla stazione di Camedo delle Ferrovie Autolinee Regionali Ticinesi, lungo la ferrovia Domodossola-Locarno.